# Conus admirationis
Espèce
Conus admirationis est une espèce de mollusques gastéropodes marins de la famille des Conidae.
Comme toutes les espèces du genre Conus, ces escargots sont prédateurs et venimeux. Ils sont capables de « piquer » les humains et doivent donc être manipulés avec précaution, voire pas du tout.

## Description
La longueur de la coquille atteint 60 mm.

## Distribution
Cette espèce marine d'escargot conique est endémique aux Philippines et se trouve au large de l'île de Sulu.

## Taxonomie

### Publication originale
L'espèce Conus admirationis a été décrite pour la première fois en 2015 par les malacologistes Guido T. Poppe et Sheila P. Tagaro dans la publication intitulée « Visaya »,.

## Identifiants taxinomiques
Chaque taxon catalogué par les bases de données biologiques et taxonomiques possède un identifiant qui permet d'établir un point de référence. Les identifiants de Conus admirationis dans les principales bases sont les suivants :
CoL : 5ZW9R - GBIF : 7689695